# サラビオ温泉微生物研究所
株式会社SARABiO温泉微生物研究所（サラビオおんせんびせいぶつけんきゅうしょ、英: SARABiO Onsen Probiotic Lab.co.Ltd.）は、大分県別府市に本社を置く化粧品/医薬部外品の製造・販売、水産/畜産の飼料製造・販売会社である。
温泉から発見された新種の藻類である温泉藻類RG92を中心とした商品の研究開発を展開している。
2014年5月、ペットケア事業を新設し犬/猫用の化粧品販売を展開。
2020年4月、株式会社SARABiO温泉微生物研究所に社名変更。（旧：株式会社サラヴィオ化粧品）
2021年5月、グループ会社、株式会社森藩別邸と合同で本社所在地におおいた温泉座をリニューアルオープン
これに伴い、新しくInstagram・Twitterを開設。観光予約サイト「じゃらん　遊び・体験」においては、別府市で2番目に人気となるなど、注目のスポット
2022年3月、温泉飼料研究事業を新設し、ヒラメの養殖場で投与試験を開始。

## 概要
2006年（平成18年）7月20日の創業以来、大分県で化粧品の製造開発及び、温泉微生物研究を行なっている化粧品メーカー。自社で研究開発、商品開発、技術開発を行なっている他、大学・医療機関との共同研究による学術活動も行なっている。

## 研究所

### サラビオ中央研究所
サラビオ温泉微生物研究所の中枢的研究所であり、スキンケアサイエンスセンターとライフサイエンスセンターにカテゴライズされたワイドレンジな研究テーマをもつ。所長は分子モータータンパク質研究の第一人者である加世田国与士博士。研究概要はタンパク質・酵素科学、皮膚科学、細胞分裂研究、病理学の研究を主とする。温泉から採取した微生物を発酵プロセスによって高速培養するバイオテクノロジーは商品開発の根幹をなす独自技術。

### 育毛研究
毛乳頭細胞の微小器官研究では、繊毛を介した新規シグナル伝播機構「マイクロセンサー理論」が第7回世界毛髪研究会議（2013年英国）でベストプレゼンテーションを受賞。その作用機序を採用した育毛剤の商品化に成功している。（M-1シリーズ）

### 温泉研究
本社敷地内にある源泉を用いた研究を展開。2012年に4種の新規温泉藻類を発見し、抗炎症作用をもつエキス（RG92）の抽出に成功している。2014年に特許取得（第5676702号）発明の名称：藻類体から抽出したエキスを含有する組成物、及び化粧用組成物、炎症性疾患の治療・予防薬・並びに新規微生物。ヒト・犬/猫用の化粧品、水産/畜産の飼料に用いられている。
2022年3月に開始したヒラメ養殖の投与試験では、へい死率0%、個体の増体率128%（8ヶ月目）に成功（NHK「おはBiz」）

## 研究成果

### 毛髪研究
- 2012年（平成24年）
  - 5月、世界で初めて毛髪の形成や成長に重要な役割を持つ、ヒト頭髪毛乳頭細胞（単離培養）から飛び出す繊毛の可視化に成功した[5]。
  - 9月、第27回日本皮膚外科学会総会・学術集会にて学術発表を行った[6]。演題名は、「ヒト毛乳頭細胞一次繊毛の構造と機能の関係」。毛乳頭細胞の一次繊毛の発毛における役割を見出だし、新規育毛理論を提唱した。
- 2013年（平成25年）
  - 5月4日〜6日　英国エディンバラで開催された第7回世界毛髪研究会議において、サラヴィオ研究チームが提唱した新規発毛活性化機構「マイクロセンサー理論」がベストプレゼンテーションを受賞。
  - 6月14日〜16日　第112回日本皮膚科学会総会において、「マイクロセンサー理論」を発表。
- 2014年（平成26年）
  - 3月4日〜6日　第13回日本再生医療学会総会において、『スフェロイド型毛乳頭細胞による一次繊毛を介した高効率な細胞間シグナル伝達』 を発表。
  - 5月14〜17日　韓国チェジュ島で開発された第8回世界毛髪研究会議において、『糖化による新規脱毛メカニズム』 『発毛エネルギーの調節機構を解明』『スフェロイド型毛乳頭細胞による発毛シグナルの増強』の3演題を発表。
  - 11月29日　第22回毛髪科学研究会において、『毛乳頭細胞の一次繊毛の機能と加水分解酵母エキスによる制御』 を発表。

### ミトコンドリア研究
毛乳頭細胞内におけるミトコンドリアが分子モーターによって輸送される瞬間を捉えることに成功。これにより、ミトコンドリアの位置の経時変化、輸送速度の経時変化、速度分布が確認される。
- 2013年（平成25年）
  - 3月、線維型ミトコンドリアの増殖と、ATP (アデノシン三リン酸：Adenosine Triphosphate)量の増加に成功。
  - 11月6日〜7日　国際学会 Internal Symposium Mitochondria 2013（第13回 日本ミトコンドリア学会）において、『ミトコンドリアの機能調節機構を解明』 を発表。
- 2014年（平成26年）
  - 12月3日〜5日　国際学会 International Symposium on Mitochondria 2014 （第14回 日本ミトコンドリア学会年会）において、『発毛エネルギーの調節機構を解明』 を発表。

### 温泉藻類研究
- 2012年（平成24年）
  - 9月、第28回日本微生物生態学会大会において、別府温泉で発見した新種の藻類4種（特許出願中）を含む45種類の微生物について学術発表を行った[7]。新型藻類RG92（Regeneration Gateway 92）には、ニキビ、アトピー性皮膚炎、日焼け、乾燥肌、打撲、関節痛、結膜炎、水虫、痩身等を改善する効果があることが確認されている。
- 2013年（平成25年3月）
  - 3月27日〜30日　日本薬学会 第133年会において、RG92から得られた糖脂質が関節炎、及び円形脱毛症の細胞実験系において高い抗炎症作用を持つことを学術発表した。本演題はハイライト集に厳選されている[8]。
  - 4月18日〜20日　第57回日本リウマチ学会総会・学術集会において、RG92から得られた糖脂質でIL-1β、IL-6、TNF-α、MMP-3の減少が認められ、RG藻類由来の糖脂質が炎症性関節疾患に有用であることを発表。
  - 6月14日〜16日　第112回日本皮膚科学会総会において、円形脱毛症モデルにおけるRG92糖脂質による炎症性サイトカインの減少を発表。

## 商品
- 薬用M-1育毛ローション- 医薬部外品
- BESTIES　ペット用シャンプー
- APISARA　敏感肌向き化粧水
- bama & papa　除菌剤
- ONSENSOUシリーズ
- 地獄蒸し　健康食品 など

## 専属モデル
キーラ・コルピ（女子フィギュアスケート　フィンランド代表）を専属モデルとして採用。（2011年-2014年）主にRG BEAUTE、サラヴィオミネラルファンデーションのモデルとして活躍。

## 自社主催イベント
- 2010年（平成22年）
  - 8月： 夏休み子供教室「家族ふれあいサイエンス」
  - 10月： 子供科学教室「家族ふれあいサイエンス in O-Labo」
- 2011年（平成23年） 7月： 子供科学教室「家族ふれあいサイエンス in O-Labo」
- 2012年（平成24年）
  - 3月： サラヴィオ児童作文コンクール
  - 8月： 子供科学教室「家族ふれあいサイエンス in O-Labo」

## リリース
- 2019年（令和元年）12月、株式会社ピアラ（東京都渋谷区）と資本業務提携を行うと発表。
- 2020年（令和2年）4月、株式会社SARABiO温泉微生物研究所に社名変更。（旧：株式会社サラヴィオ化粧品）